# Baltimore and Ohio Railroad

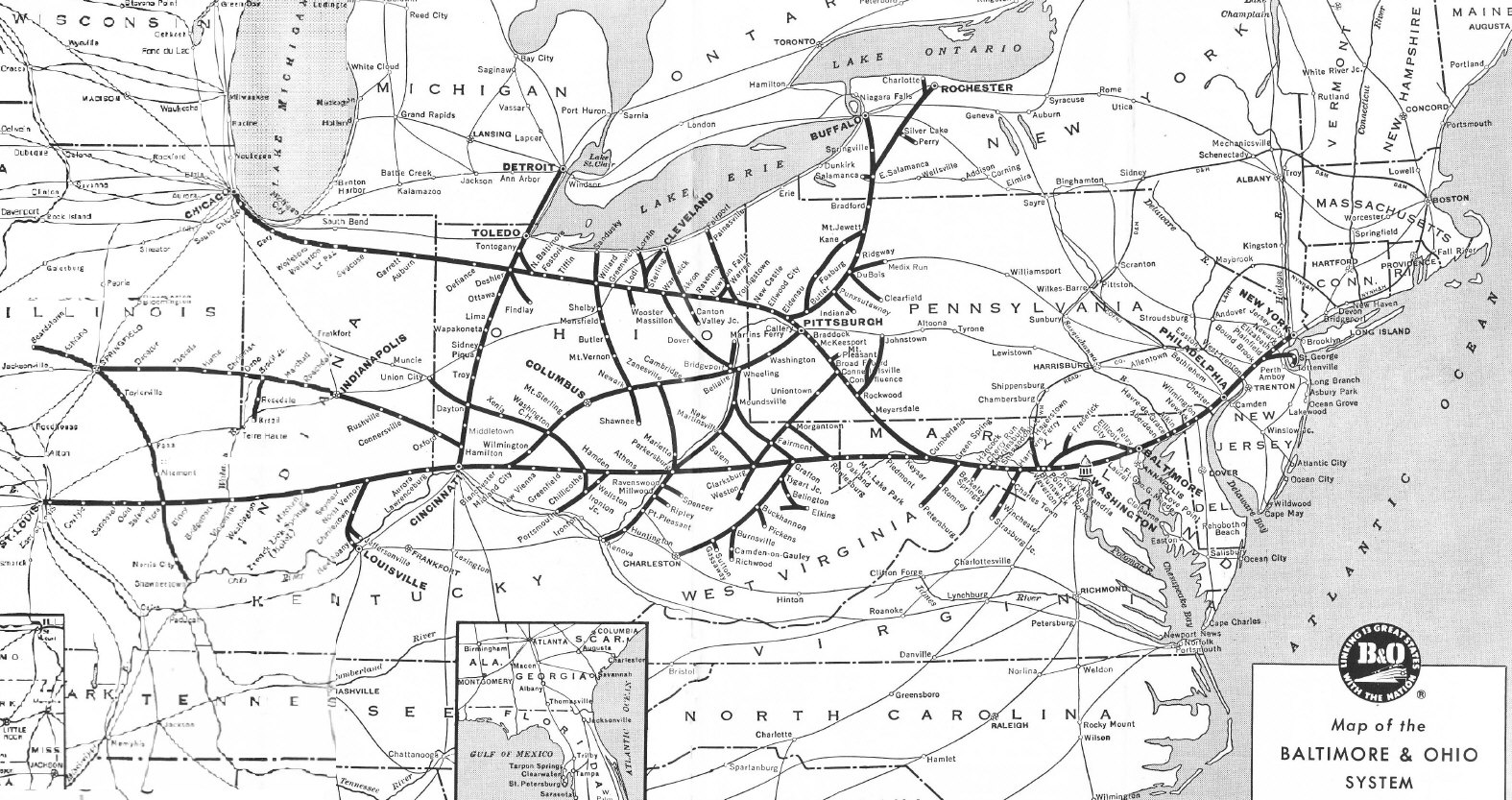
Netkaart van de Baltimore and Ohio Railroad, circa 1961.

De Baltimore and Ohio Railroad, vaak B&O genoemd en met BO als reporting mark, was tussen 1827 en 1987 een spoorwegonderneming in de Verenigde Staten.
Ondanks dat B&O niet de eerste spoorwegmaatschappij in de Verenigde Staten was, was het wel de eerste zogenaamde common carrier die zowel goederen als passagiers - aan de hand van een vaste dienstregeling - vervoerde. (Verschillende historici zien in de veel minder bekende Charleston & Hamburg Railroad de eerste Amerikaanse spoorweg in de moderne betekenis van het woord.) De eerste sporen van B&O werden gelegd vanuit de havenstad Baltimore (Maryland) richting het westen. Het bedrijf liet een eigen locomotief ontwikkelen, de eerste op Amerikaans grondgebied gebouwde loc. In 1830 was een prototype gereed, dat "Tom Thumb" werd genoemd: Klein Duimpje. Voor de presentatie op 28 augustus 1830 werden dubbele rails gelegd van Baltimore naar een plaatsje verderop. Tom Thumb moest het opnemen tegen een paardentram, en beide trokken hetzelfde aantal wagens. De loc nam een duidelijke voorsprong maar kreeg pech onderweg, zodat de paardentram als eerste aankwam. De loc had echter de directie van de B & O Company overtuigd van zijn kunnen, en werd daarna in serie gebouwd.
Op het hoogtepunt verzorgde B&O treindiensten tussen New York en Illinois. In 1973 werd de maatschappij opgenomen in het Chessie System, dat in 1986 opging in CSX Transportation, tegenwoordig een van de zeven Class I-spoorwegmaatschappijen voor goederenvervoer in de VS.